# اعلامیه والاچی
اعلامیه والا چی ( انگلیسی: The Valachi Papers) یک فیلم سینمایی ایتالیایی در ژانر جنایی و فیلم زندگی‌نامه‌ای محصول سال ۱۹۷۲ میلادی به کارگردانی ترنس یانگ و تهیه کنندگی دینو د لائورنتیس و توسط کمپانی کلمبیا پیکچرز توزیع شده است. این اثر سینمایی اقتباسی از کتاب غیر داستانی به همین نام توسط پیتر ماس ، با فیلمنامه ای از استفن گلر است. بازیگران این فیلم چارلز برانسون در نقش والاچی و لینو ونتورا ، جیل ایرلند ، والتر کیاری ، ژوزف وایزمن ، جراررد اس.الاکلین ، گوییدو لئونتینی ، آمدئو ناتزاری پوپلا ماجو ، فاستو توزی ، پوپلا ماجو و آنجلو اینفانتی می‌باشند.

## داستان
در سال ۱۹۶۱، جوزف والاچی یک زندانی سالخورده در زندان فدرال آتلانتا است که به دلیل قاچاق هروئین زندانی شده است. رئیس خانواده جنایتکار او، ویتو جنوویزه، نیز در همان زندان به سر می‌برد. جنووز مطمئن است که والاچی یک خبرچین است و به او «بوسه مرگ» می‌دهد، پس از آن والاچی نیز او را می‌بوسد. چند روز قبل از این اتفاق، والاچی هدف یک حمله ناموفق در حمام زندان قرار گرفته بود که احتمالاً دستور آن توسط جنوویزه صادر شده بود.  
والاچی به اشتباه یکی از همبندی‌های خود به نام جوزف ساپ را می‌کشد، چون فکر می‌کند او یک قاتل مافیایی است. وقتی مأمور فدرال راین به او می‌گوید که اشتباه کرده، والاچی تصمیم می‌گیرد همکاری با مقامات را آغاز کند و به کوانتیکو منتقل می‌شود تا همه اطلاعاتش را در اختیار راین بگذارد. او در فلش‌بک‌هایی زندگی‌نامه خود را تعریف می‌کند؛ از دوران جوانی به عنوان یک خلافکار کوچک تا عضویت در باندهای گانگستری و ارتباط با روسایی مثل سالواتوره مارانزانو. مارانزانو او را به مافیا معرفی می‌کند و گائتانو رینا را به عنوان رئیس او تعیین می‌نماید. والاچی به خوبی برای رینا کار می‌کند تا روزی که رینا در جریان جنگ کاستلامارس با شلیک خودرویی کشته می‌شود. والاچی مجبور می‌شود در خانه رینا پنهان شود، جایی که با دختر او، ماریا، آشنا شده و عاشقش می‌شود. در مراسم تشییع جنازه رینا، مارانزانو به بیوه او دلداری می‌دهد و می‌گوید: «من نمی‌توانم مرده را زنده کنم، فقط می‌توانم زنده‌ها را بکشم.» پس از مراسم، جو ماسریا—قاتل رینا—توسط لاکی لوچانو به قتل می‌رسد. والاچی با گرفتن اجازه از مادر ماریا، با او ازدواج می‌کند.  
پیشرفت والاچی در مافیا به دلیل رابطه بدش با کاپوی خود، تونی بندر، با مشکل مواجه می‌شود. بندر دستور اخته کردن شریک تجاری والاچی، دومینیک «گَپ» پتریلی، را می‌دهد چون او با همسر جنوویزه رابطه داشته است. والاچی برای پایان دادن به رنج گَپ، او را با شلیک گلوله می‌کشد.  
خشونت‌ها و قتل‌ها تا زمان حال ادامه می‌یابند و در نهایت والاچی در برابر یک کمیته سنا شهادت می‌دهد. او از این کار ناراحت است و حتی اقدام به خودکشی می‌کند، اما در پایان (بر اساس اطلاعاتی که روی صفحه نمایش داده می‌شود) از جنوویزه عمر بیشتری می‌کند، که در زندان می‌میرد.

## بازیگران
- چارلز برانسون در نقش جوزف "جو" والاچی
- لینو ونچورا در نقش ویتو جنووز
- جیل ایرلند در نقش ماریا رینا والاچی
- والتر چیاری در نقش دومینیک پتریلی ("گَپ")
- جوزف وایزمن در نقش سالواتوره مارانزانو
- جرالد اس. او'لاکلین در نقش رایان
- گیدئو لئونتی در نقش تونی بندر
- آمدهئو ناتزاری در نقش گائتانو رینا
- فائوستو توتزی در نقش آلبرت آناستازیا
- پوپلا ماجیو در نقش لتیزیا رینا
- آنجلو اینفانتی در نقش لاکی لوچانو
- الساندرو اسپرلی در نقش جو ماسریا
- ماریا باکسا در نقش دونا
- فرانکو بورلی در نقش باستر از شیکاگو
- آنتونی داوسون در نقش مأمور فدرال
- جو دان بیکر (بدون ذکر نام) در نقش گانگستر ایرلندی
- سابین سان (بدون ذکر نام) در نقش جین

## تولید
تهیه کننده دینو د لائورنتیس مجبور بود چارلز برانسون را متقاعد کند که نقش جو والاچی را بر عهده بگیرد. به همین خاطر به برونسون یک قرارداد برای بازی در سه فیلم داده شد که به ازای هر فیلم یک میلیون دلار دستمزد به علاوه درصدی از سود فیلم پرداخت شود. 
فیلمبرداری از ۲۰ مارس ۱۹۷۲ آغاز شد.

## اکران
پارامونت پیکچرز، توزیع‌کننده اصلی فیلم، ابتدا قصد داشت فیلم را در فوریه ۱۹۷۳ اکران کند، اما تاریخ نمایش به منظور استفاده از محبوبیت فیلم هم‌مضمون پدرخوانده جلو انداخته شد. نظر برانسون درباره این اثر حماسی گانگستری فرانسیس فورد کوپولا، با وجود تحسین بازی مارلون براندو، این بود: «پدرخوانده؟ بدترین فیلمی بود که در تمام عمرم دیده‌ام.» البته او در برنامه دیک کاوِت از پدرخوانده به عنوان فیلمی خوب یاد کرد.

## خطاهای تاریخی
در صحنه‌ای از فیلم که مربوط به دهه ۱۹۳۰ است (در دقیقه ۲۷)، چندین خودروی مدل دهه ۱۹۶۰ به چشم می‌خورند. در صحنه‌ای دیگر که ادعا می‌شود اوایل دهه ۱۹۳۰ اتفاق افتاده، والاچی در حال فرار از پلیس، ماشینی را به رودخانه شرقی در شمال پل بروکلین می‌زند، جایی که برج‌های دوقلوی تجارت جهانی به وضوح در پس‌زمینه آسمان دیده می‌شوند - این برج‌ها در زمان اکران فیلم در ۱۹۷۲ تازه تکمیل شده بودند.

## تفاوت‌ها با واقعیت
فیلم در موارد متعددی از داستان واقعی جوزف والاچی - آنگونه که در کتاب پیتر ماس روایت شده - فاصله گرفته است. اگرچه از نام‌های واقعی استفاده کرده و رویدادهای حقیقی را به تصویر کشیده، اما شامل بسیاری وقایع تخیلی نیز هست. از جمله این موارد صحنه اختگی است (در واقعیت به آن گانگستر دستور قتل داده شده بود، نه اختگی).